# Anna av Bysans (700-talet)
Anna av Bysans, född okänt år, död efter 773, var en bysantinsk prinsessa.
Anna av Bysans var dotter till Leo III och Maria och syster till Konstantin V. 
Anna trolovades år 715 med generalen Artabasdus sedan Theodosius III hade avsatt Anastasius II. Paret fick nio barn. När hennes far besteg tronen 717 utnämndes hennes make till major-domo vid Stora Palatset och gjordes till comes.
År 741, samma år som hennes far avled och efterträddes av hennes bror Konstantin V, gjorde hennes make uppror mot hennes bror med stöd av det ikonofila partiet.
Han utnämnde deras äldste son Nicephorus och möjligen sin yngre son Nicetas till medkejsare, och gav Anna titeln kejsarinna. 
Konstantin V tillfångatog år 743 sin svåger och brorsöner och lät förblinda dem offentligt på Hippodromen, varpå de fängslades på livstid i klostret Chora.  Anna följde dem dit med de yngre barnen, och tog hand om dem till deras död. År 773 ska hennes bror kejsaren ha tvingat henne att gräva upp hennes makes lik och slänga ned det i en grav för kriminella utanför staden. 